# یواس‌اس پریچت (دی‌دی-۵۶۱)
یواس‌اس پریچت (دی‌دی-۵۶۱) (به انگلیسی: USS Prichett (DD-561)) یک کشتی بود که طول آن ۱۱۴٫۷ متر (۳۷۶ فوت) بود. این کشتی در سال ۱۹۴۳ ساخته شد.